# رابرت فلینت
رابرت فلینت (به انگلیسی: Robert Flint) (۱۸۳۸-۱۹۱۰) الاهی‌دان و فیلسوف اسکاتلندی بود، که در زمینه جامعه‌شناسی نیز تالیفاتی داشته‌است.
او در دامفریس اسکاتلند زاده شد و در دانشگاه گلاسکو تحصیل نمود. پس از چند سال خدمت کشیشی در ابردین و کنیاخر، او در ۱۸۶۴ به استادی فلسفه اخلاق و اقتصاد سیاسی در سنت اندروز گماشته شد.
او از ۱۸۷۶ تا ۱۹۰۳ استاد الهیات در دانشگاه ادینبرو بود.
فیلینت در ۱۹۰۴، کتاب فلسفه به عنوان ساینتیا ساینتاروم را منتشر کرد که در آن استدلال کردخ بود فلسفه، علم علوم است، و وظیفه آن تشخیص روابط منطقی و طبیعی میان علوم دیگر می‌باشد.